# Río Nonette
El río Nonette es un corto río francés de 41 km de longitud, un afluente del río Oise que discurre por el departamento de Oise. Gran parte de su cuenca hidrográfica es un sitio de interés natural, que drena 50.000 ha y 49 comunas.

## Geografía
El río nace en Nanteuil-le-Haudouin (departamento de Oise), y fluye en dirección este/oeste. Atraviesa las ciudades de Senlis y Chantilly. Finalmente, llega a la localidad de Gouvieux, donde desemboca en el río Oise. 
Su curso se encuentra casi por totalidad en el Parc naturel régional Oise-Pays.

### Afluentes
Sus dos afluentes más importantes son el Aunette y el Launettel.

### Comunas y cantones atravesados
El Nonette atraviesa las comunas de Nanteuil-le-Haudouin, Versigny, Baron, Montlognon, Fontaine-Chaalis, Borest, Mont-l'Évêque, Senlis, Courteuil, Avilly-Saint-Léonard, Vineuil-Saint-Firmin, Chantilly y Gouvieux. 